# Champagnac-la-Rivière

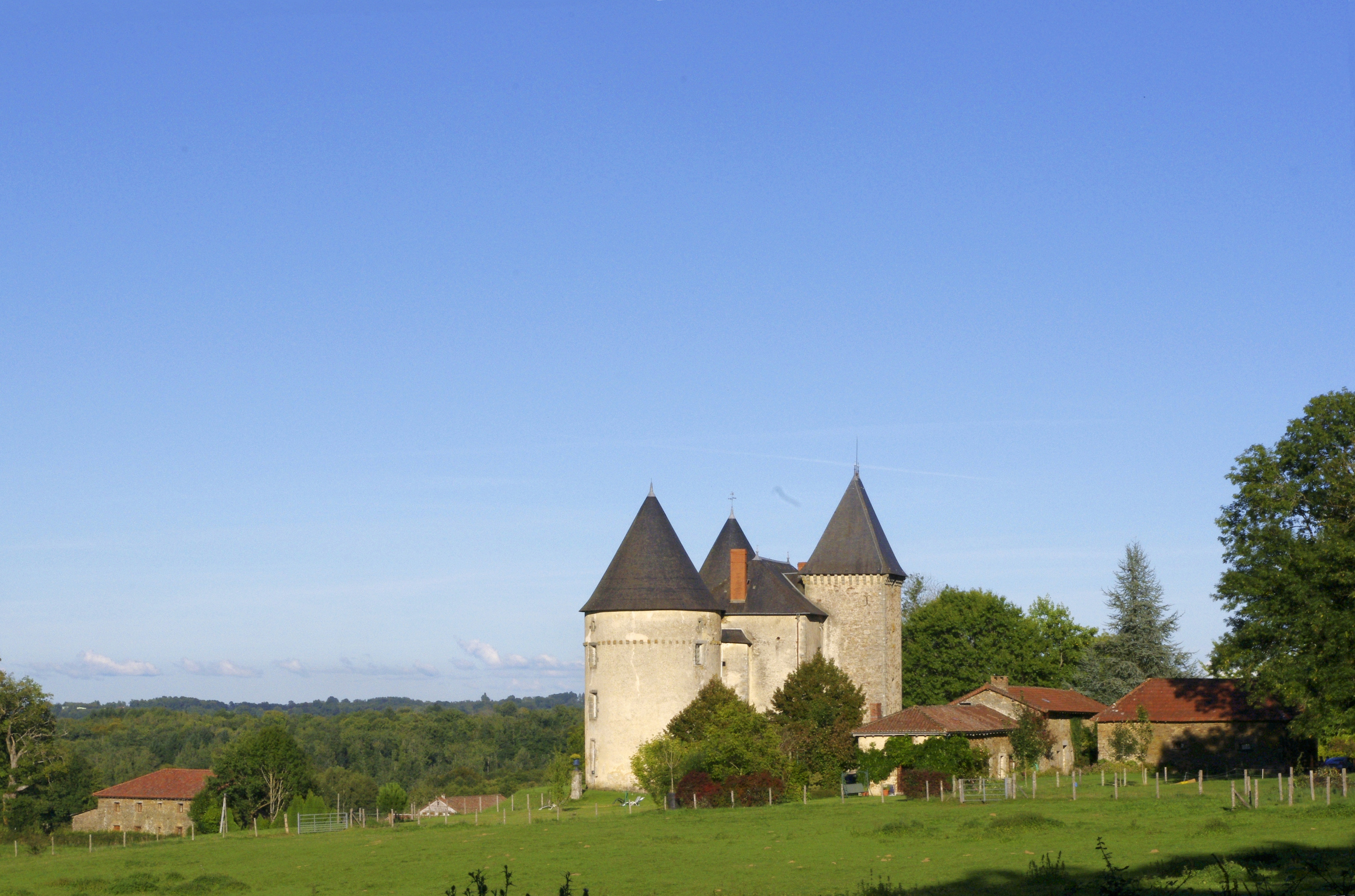
Zabytkowy Zamek Brie w gminie Champagnac-la-Rivière (2011)

Champagnac-la-Rivière – miejscowość i gmina we Francji, w regionie Nowa Akwitania, w departamencie Haute-Vienne.
Według danych na rok 1990 gminę zamieszkiwało 576 osób, a gęstość zaludnienia wynosiła 24 osoby/km² (wśród 747 gmin Limousin Champagnac-la-Rivière plasuje się na 225. miejscu pod względem liczby ludności, natomiast pod względem powierzchni na miejscu 265.).

## Populacja

Populacja Champagnac-la-Rivière w latach 1962–2008